# تصادم زغرب الجوي
تصادم زغرب الجوي هو تصادم جوي بين طائرة هوكر سايدلي ترايدنت التابعة للخطوط الجوية البريطانية الرحلة 476 والتي كانت في طريقها من لندن إلى إسطنبول وطائرة ماكدونل دوغلاس دي سي-9 التابعة لخطوط أدريا الجوية الرحلة رقم 550 والتي كانت في طريقها من سبليت في يوغسلافيا إلى كولونيا في ألمانيا الغربية آنذاك وحصل ذلك بتاريخ 10 سبتمبر عام 1976 قرب زغرب في يوغسلافيا (كرواتيا حاليا) حيث اصطدم الجناح الأيسر لماكدونل دوغلاس دي سي-9 بقمرة قيادة طائرة هوكر سايدلي ترايدنت حيث قطعت قمرة القيادة عن مقصورة الركاب ومؤخرة طائرة هوكر سايدلي ترايدنت وانهارت وسقطت من السماء وأما ماكدونل دوغلاس دي سي-9 فهي سقطت من السماء أثناء ألتفافها لليسار بسرعة عمودية لليسار تبلغ 220 كم/س وتحطمتا في غابة منبسطة قرب زغرب.
أدى التصادم لمقتل جميع الركاب البالغ عددهم 176 شخص على كلا الطائرتين، مما جعل الحادثة في ذلك الوقت التصادم الأكثر دموية في العالم.

## رحلتا الطيران
غادرت رحلة الخطوط الجوية البريطانية 476 مطار لندن هيثرو متجهة إلى مطار إسطنبول أتاتورك الساعة 08:32 (حسب التوقيت العالمي المنسق) وكان على متن الطائرة: 54 راكباً وكان طاقم الطائرة مكون من 9 أشخاص. في مركز التحكم على ترايدنت 3 بي كان قبطان ذو خبرة وهو دينيس تان (مواليد عام 1932)، والذي كان في وقت وقوع الحادث كان قد أمضى 10,781 ساعة طيران. وكان يساعده ضابط أول براين هيلم والضابط الأول بالإنابة مارتن فلينت.
غادرت رحلة آريا 550 مطار سبليت الساعة 09:48 (حسب التوقيت العالمي المنسق) متجهة إلى مطار كولونيا بون وعلى متنها 108 راكباً معظمهم من مرتادي العطلات الألمان العائدين إلى ديارهم في نهاية عطلة على ساحل دالماسيا وكان طاقم الطائرة مؤلف من 5 أشخاص. في مركز القيادة على الطائرة كان القبطان جوز كرومباك (مواليد عام 1925) وهو طيار متمرس حيث أمضى حتى وقوع الحادث 10,157 ساعة طيران وكان معه الضابط الأول دوشان إيفانوس.
سارت كلتا الرحلاتان بشكل هادئ حتى اقتربا من زغرب.

## لوفتهانزاالرحلة 360
طائرة بوينغ 737-130 (رقم التسجيل :D-ABEC) كانت تحمل علي متنها 52 راكبا و8 من أفراد الطاقم في رحلة طيران من فرانكفورت إلي زغرب وكانت تبعد 14 ميلآ وراء طائرة ترايدنت ومساعد الطيار ديفيد دورفلين البالغ من العمر 45 عاما علي متن لوفتهانزا شاهد الأصطدام الجوي وعندها أبلغ الطيار الألماني جوزيف كروس البالغ من العمر 39 عاما لمراقبي الحركة الجوية بمنطقة زغرب غراديمير تاسيك البالغ من العمر 27 عاما وبوجان إرجافيك البالغ من العمر 29 عاما بالتصادم الجوي.